# Adelheid van Normandië (1026-1090)
Adelheid van Normandië (ca. 1026 - ca. 1090) was een buitenechtelijke dochter van Robert de Duivel, hertog van Normandië; wie haar moeder was is onzeker. Zij was een halfzuster van Willem de Veroveraar en suo jure (op eigen titel) gravin van Aumale. 

## Biografie
Haar eerste huwelijk met Engelram II van Ponthieu, heer van Aumale, bezorgde haar halfbroer hertog Willem van Normandië, de latere Willem de Veroveraar, een belangrijke bondgenoot in Normandië.  Maar toen bij het Concilie van Reims in 1049 het huwelijk van Willem de Veroveraar met Mathilde van Vlaanderen werd verboden wegens bloedverwantschap, werd ook het huwelijk van Adelheid met Engelram van Ponthieu geannuleerd. Voor haar werd een ander huwelijk gearrangeerd met Lambertus, graaf van Lens en van Boulogne, waardoor er een nieuwe huwelijksalliantie ontstond tussen Normandië en Boulogne.
Lambertus van Lens sneuvelde in 1054 bij Lille, toen hij graaf Boudewijn V van Vlaanderen bijstond in zijn strijd tegen keizer Hendrik III. Als weduwe verbleef Adelheid in Aumale, een stad aan de rivier de Bresle in noord-oost Normandië. Willem de Veroveraar verhief haar tot gravin van Aumale, maar het is niet bekend wanneer dit gebeurde. Adelheid voerde als eerste de graventitel van Aumale, haar zoon Stephen was de tweede die de titel zou voeren. Als adellijke weduwe leefde Adelheid een teruggetrokken bestaan; ze was betrokken bij de kerk van Auchy, die zij bedacht met giften. In 1060 werd ze weer uitgehuwelijkt met de jongere graaf Odo II van Champagne, die echter van Willem de Veroveraar geen land of titels in Engeland kreeg toebedeeld. De landerijen rond Aumale bleven op naam van Adelheid staan.
In 1086 staat Adelheid als de Comitissa de Albatnarla vermeld in het Domesday Book; zij wordt genoemd als de eigenaar van verschillende landerijen in Suffolk en Essex. Zij is in die tijd een van de weinige Normandische edelvrouwen die zelf grond bezaten in Engeland. Zij had ook het leen Holderness; na haar dood ging dit over op haar man die inmiddels zijn titel graaf van Champagne was kwijtgeraakt, en vervolgens op hun zoon. Adelheid stierf voor 1090.

## Huwelijken en nakomelingen
Adelheid trouwde drie keer:
- Engelram II van Ponthieu, heer van Aumale. Ze hadden drie kinderen
  - Adelheid
  - Helissende
- Lambertus, graaf van Lens en van Boulogne. Zij hadden een dochter
  - Judith
- graaf Odo II van Champagne. Zij hadden een zoon
  - Steven